# Gorka Izagirre Insausti
Gorka Izagirre Insausti (Ormaiztegi, Guipúscoa, 7 d'octubre de 1987) és un ciclista basc, professional des del 2009 fins al 2024.
És fill de l'exciclista i doble campió d'Espanya de ciclocròs José Ramón Izagirre. El seu germà Ion també és ciclista professional.
En el seu palmarès destaca les victòries a la Clàssica d'Ordizia de 2010, 2012 i 2014, i una etapa al Giro d'Itàlia.

## Palmarès
- 2007
  - Vencedor d'una etapa a la Volta al Bidasoa
- 2010
  - 1r a la Clàssica d'Ordizia
  - Vencedor d'una etapa a la Volta a Luxemburg
- 2011
  - 2n al Trofeu Deià
- 2012
  - 1r a la Clàssica d'Ordizia
- 2014
  - 1r a la Clàssica d'Ordizia
- 2017
  - 1r al Gran Premi de Primavera
  - Vencedor d'una etapa al Giro d'Itàlia
- 2018
  -  Campió d'Espanya en ruta
- 2019
  - 1r al Tour La Provence
- 2020
  - 1r al Trittico Lombardo

### Resultats al Tour de França
- 2011. 66è de la classificació general
- 2012. 39è de la classificació general
- 2013. No surt (17a etapa)
- 2015. 32è de la classificació general
- 2016. Abandona (17a etapa)
- 2018. 24è de la classificació general
- 2019. 42è de la classificació general
- 2020. 22è de la classificació general
- 2022. No surt (21a etapa)
- 2023. 37è de la classificació general

### Resultats al Giro d'Itàlia
- 2014. 83è de la classificació general
- 2017. 28è de la classificació general. Vencedor d'una etapa
- 2021. 19è de la classificació general

### Resultats a la Volta a Espanya
- 2014. 37è de la classificació general
- 2018. 29è de la classificació general
- 2019. 53è de la classificació general
- 2020. 19è de la classificació general
- 2021. 27è de la classificació general